# Benjamim Romano
Pour les articles homonymes, voir Romano.
Benjamin Romano, né le 19 août 1969 à Luanda, en Angola, est un joueur angolais de basket-ball.